# Touch (canção de Natasha Bedingfield)
"Touch" é uma canção da cantora britânica Natasha Bedingfield, gravada para o seu terceiro álbum de estúdio Strip Me. Foi escrita pela própria, com auxílio na composição por Julian Bunetta e Steve Kipner, sendo que os últimos dois também trabalharam na produção da faixa. O seu lançamento ocorreu a 18 de Maio de 2010 como primeiro single do projecto através da Epic Records.

## Promoção
Em 2010, "Touch" esteve presente no comercial para uma campanha promocional da marca Nivea. Bedingfield falou em entrevista sobre o facto da canção ter sido utilizada para os vídeos direccionados para a televisão, afirmando o seguinte: "Eu nunca estive tão feliz como agora... comemorei o meu primeiro aniversário de casamento com o amor da minha vida, e o meu novo álbum, do qual estou muito orgulhosa, será lançado este outono. Quando ouvi sobre a campanha da NIVEA, não consegui pensar numa maneira melhor de partilhar a minha nova música, 'Touch', com os fãs. Quando se sentir feliz, é contagiosa!" A sua divulgação começou com a primeira actuação ao vivo do single, que ocorreu a 24 de Maio de 2010 no programa The Ellen DeGeneres Show.

## Desempenho nas tabelas musicais

### Posições
| Tabela musical (2010)     | Melhor posição |
| ------------------------- | -------------- |
| Canadá - Canadian Hot 100 | 60             |